# Potere dello Stato
Nel diritto costituzionale si definisce potere dello Stato un solo organo ovvero anche un complesso di organi funzionalmente collegati, a cui è stata riferita dalla Costituzione una sfera di attribuzioni. Si definisce funzione, invece, un'attività complessivamente preordinata al compimento di atti del potere. 
Nella visione liberale le tre funzioni fondamentali (legislativa, esecutiva, giudiziale) devono essere esercitate separatamente in base al principio della separazione dei poteri.
Si definiscono organi costituzionali quelli posti in posizione di indipendenza e reciprocità tra loro, che secondo taluni autori possono esprimere anche parzialmente la funzione di indirizzo politico, comunque dotati di necessarietà o indefettibilità (Parlamento, Governo, corpo elettorale, Presidente della Repubblica e Corte Costituzionale).
Sono detti, più semplicemente, organi di rilievo costituzionale gli organi che non hanno le caratteristiche di cui sopra, ma che sono comunque previsti dalla Costituzione; essi sono posti in rapporto di strumentalità (attività di controllo, attività consultiva, etc)  rispetto agli organi costituzionali in senso stretto.
Nel sistema costituzionale italiano la Corte Costituzionale è chiamata a risolvere i conflitti di attribuzioni tra poteri, a condizione che gli organi che vengono in conflitto siano competenti a dichiarare in modo definitivo la volontà del potere cui appartengono (ad es. le Camere, il Presidente della Repubblica, il CSM, la Corte dei Conti, i singoli giudici, il Consiglio dei ministri, il Presidente del Consiglio, il Ministro della Giustizia, etc). Possono esserci 3 tipi di potere: legislativo, giudiziario, esecutivo.